# Wim van Est
Willem van Est, detto Wim (Fijnaart, 25 marzo 1923 – Roosendaal, 1º maggio 2003), è stato un ciclista su strada e pistard olandese.
Professionista tra il 1949 ed il 1965, vinse tre tappe al Tour de France, due titoli nazionali e un Giro delle Fiandre.

## Carriera
Corse per la Garin, la Locomotief, la Alcyon, la Girardengo, la Bluna, la Televizier, la Libéria, la Dr. Mann, la Labo e la Sunkist Fruits, distinguendosi sia nelle corse a tappe che su pista nella specialità dell'inseguimento.
Van Est nacque nella cittadina di Fijnaart, nel Brabante Settentrionale. Prima di diventare ciclista, contrabbandava tabacco usando la bicicletta, ma fu catturato e trascorse alcuni mesi in prigione. Cominciò la carriera da dilettante nel 1946, dopo che un ciclista professionista lo vide correre in una competizione locale per scommessa. La sua prima vittoria importante arrivò nel 1950, nella corsa Bordeaux-Parigi di 600 km.
Nel 1951, Van Est faceva parte della squadra olandese al Tour de France. Nel corso della 12ª tappa, da Agen a Dax, andò in fuga con un piccolo gruppo. Vinse la tappa e guadagnò 19 minuti sul leader, sufficienti a guadagnare la maglia gialla. Essendo il primo olandese a vestire la maglia gialla fu celebrato dal pubblico e dai media nel suo paese.
Il giorno seguente, difendendo la sua posizione, Van Est stava inseguendo i fuggitivi nella discesa del Colle d'Aubisque. A causa di una foratura (secondo lo stesso Van Est), scivolò e cadde in un burrone profondo 70 metri. Miracolosamente, sopravvisse alla caduta senza ferite gravi. Usando una catena di pneumatici, e aiutato dagli spettatori e dal suo direttore sportivo, riuscì a risalire sulla strada. Van Est voleva continuare, ma fu convinto ad andare in ospedale.
In patria, la fama di Van Est crebbe ancor di più quando la Pontiac, che aveva fornito gli orologi alla squadra olandese al Tour de France, iniziò una campagna pubblicitaria con lo slogan "Il suo cuore smise brevemente di battere, ma il suo Pontiac continuò ad andare".
Successivamente, Van Est vinse due volte il Giro dei Paesi Bassi, vestì la maglia gialla un'altra volta nel 1955 e nel 1958, fu ottavo nel 1957 e vinse altre due tappe. Si impose nel Giro delle Fiandre nel 1953 e vestì la maglia rosa nello stesso anno. Vinse altre due volte la Bordeaux-Parigi, due titoli nazionali su strada, quattro titoli nazionali nell'inseguimento individuale, e tre medaglie nell'inseguimento ai mondiali. Ciò nonostante, è rimasto famoso soprattutto per i due giorni al Tour del 1951. In memoria dell'evento, 50 anni dopo, il 17 luglio 2001, un monumento fu posto sulla montagna.

## Palmarès

### Strada
- 1950

Bordeaux-Parigi
- 1951

11ª tappa Tour de France (Agen > Dax)
- 1952

Omloop van Limburg
4ª tappa, 1ª semitappa Giro dei Paesi Bassi (Tongeren > Geleen, cronometro)
7ª tappa Giro dei Paesi Bassi (Utrecht > Amsterdam, cronometro)
Classifica generale Giro dei Paesi Bassi
Bordeaux-Parigi
Prijs Jules Lowie
- 1953

1ª tappa Giro d'Italia (Milano > Abano Terme)
16ª tappa Tour de France (Marsiglia > Monaco)
Giro delle Fiandre
3ª tappa Dwars door België (Waregem)
- 1954

Driedaagse van Antwerpen
3ª tappa Giro dei Paesi Bassi (Valkenswaard > Heerlen)
4ª tappa Giro dei Paesi Bassi (Heerlen > Tilburg)
Classifica generale Giro dei Paesi Bassi
4ª tappa, 2ª semitappa Tour de France (Rouen > Caen)
- 1956

Campionati olandesi, Prova in linea
Grand Prix Stad Vilvoorde
8ª tappa, 1ª semitappa Giro dei Paesi Bassi (Venlo > Gennep, cronometro)
- 1957

Campionati olandesi, Prova in linea
4ª tappa, 1ª semitappa Giro dei Paesi Bassi (Zwolle > Leeuwarden)
6ª tappa, 2ª semitappa Giro dei Paesi Bassi (L'Aia > L'Aia)
- 1960

7ª tappa Giro dei Paesi Bassi (Goes > Vlissingen, cronometro)
- 1961

Bordeaux-Parigi

#### Altri successi
- 1953

Acht van Chaam
- 1955

Acht van Chaam

### Pista
- 1949

Campionati olandesi, Inseguimento
- 1951

Campionati olandesi, Interclubs
- 1952

Campionati olandesi, Inseguimento
- 1953

Campionati olandesi, Inseguimento
- 1955

Campionati olandesi, Inseguimento
Campionati olandesi, Interclubs
- 1956

Campionati olandesi, Stayers
Campionati olandesi, Interclubs, con Piet van Est
- 1958

Campionati olandesi, Stayers
- 1963

Campionati olandesi, Interclubs, con Piet van Est
- 1964

Campionati olandesi, Interclubs, con Piet van Est

## Piazzamenti

### Grandi Giri
- Giro d'Italia

1953: 13º
1954: 19º
1957: 16º
1960: 32º
- Tour de France

1951: ritirato (13ª tappa)
1952: 17º
1953: 13º
1954: 16º
1955: 15º
1957: 8º
1958: 46º
1960: 39º
1961: ritirato (9ª tappa)
- Vuelta a España

1958: 23º
1964: 17º

### Classiche monumento
- Milano-Sanremo

1952: 26º
1953: 18º
- Giro delle Fiandre

1952: 4º
1953: vincitore
1956: 11º
1959: 32º
1962: 47º
- Parigi-Roubaix

1950: 46º
1953: 37º
1955: 41º
1956: 47º
1957: 33º
1962: 62º
- Liegi-Bastogne-Liegi

1951: 35º
1952: 7º
1956: 10º
1960: 31º
1962: 29º

### Competizioni mondiali
- Campionati del Mondo

Copenaghen 1949 - In linea: 12º
Moorslede 1950 - In linea: 9º
Varese 1951 - In linea: 17º
Lussemburgo 1952 - In linea: 11º
Lugano 1953 - In linea: ritirato
Solingen 1954 - In linea: ritirato
Copenaghen 1956 - In linea: ritirato
Waregem 1957 - In linea: 22º
Reims 1958 - In linea: ritirato